# Kyphocarpa zeghoei
Kyphocarpa zeghoei är en amarantväxtart som beskrevs av Passarge. Kyphocarpa zeghoei ingår i släktet Kyphocarpa och familjen amarantväxter. Inga underarter finns listade i Catalogue of Life.